# スキャメル・スカラブ

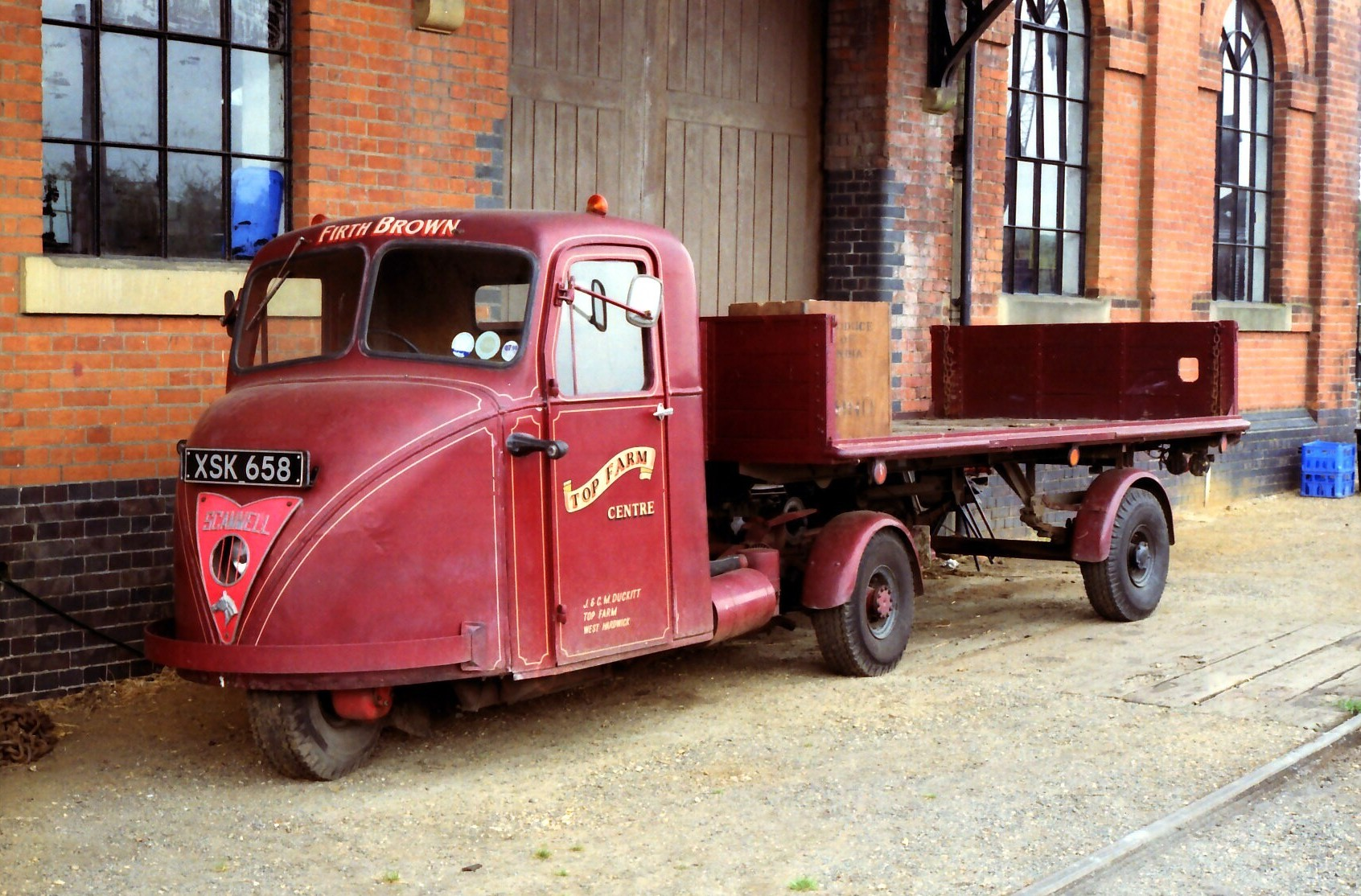
スキャメル・スカラブ

スキャメル・スカラブ（Scammell Scarab ）は、イギリスのトラックメーカーのスキャメル社（Scammell）が1948年から1967年まで製造した三輪のトラクターである。「スカラブ」という名称は、ボンネットの丸みがコガネムシ科の鞘翅を思い起こさせることから名づけられた。この車はイギリス国鉄や敷地内での運搬を行う企業において非常に人気のある車両であった。スカラブとトレーラーは、国防省でも主に巨大軍事基地敷地内での輸送に使用された。

## 開発と生産の歴史

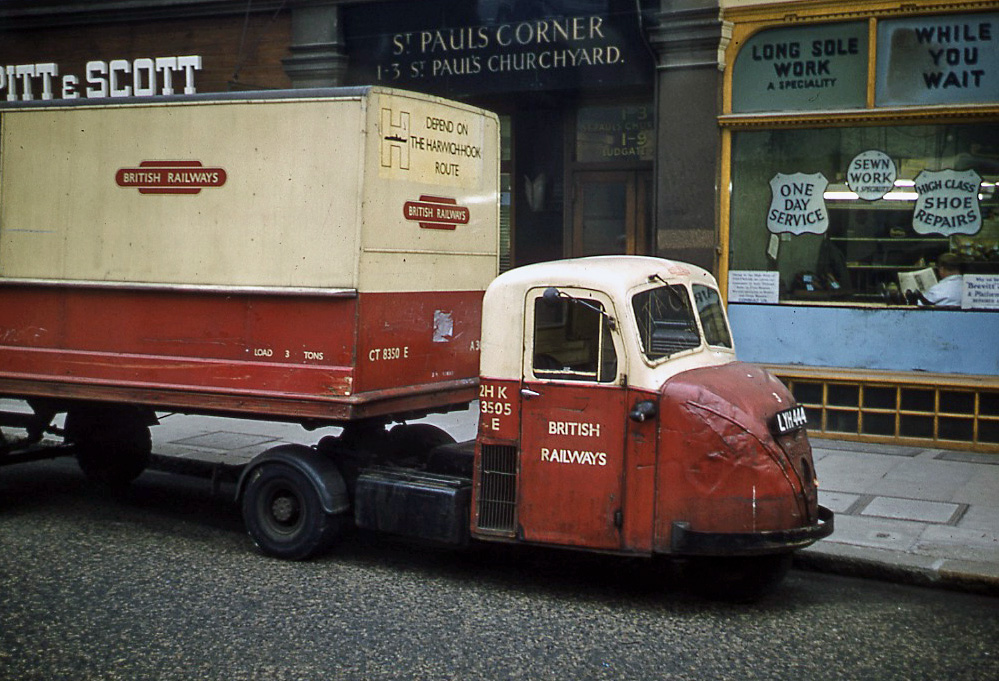
イギリス国鉄のスキャメル・スカラブ（1962年、ロンドンにて）

スカラブはスキャメル社のメカニカル・ホース（Mechanical Horse）の後継車であり、1948年に生産が始まった。
1920年代終わりに鉄道事業者は当時主に馬車で行われていた街中での荷物配送業務に適した車両を探していた。ロンドン・ミッドランド・アンド・スコティッシュ鉄道は様々な案を試しており、1930年にはこの用途向けトラクターでキャリア社（Karrier）との提携を発表した。この結果生まれたキャリア・コブ（Karrier Cob）はジョウェット社（Jowett）製2気筒エンジンを搭載し、既存の馬が牽引するトレーラーと組み合わせて使用できた。その一方でロンドン・アンド・ノース・イースタン鉄道は同様の目的で高級車と航空機エンジンのメーカーであるネイピア社に話を持ちかけた。ネイピア社は幾つかの案を生み出したが、そのコンセプトを発展させようという意図は無く計画自体をワトフォードのスキャメル・ローリー社（Scammell Lorries）へ売却した。スキャメル社の技術者であるO・D・ノース（O. D. North）は自動でトレーラーと連結/分離できるこの三輪トラクターのコンセプトを改良/発展させて、これを盛り込んだメカニカル・ホースを1934年に発表した。
トラクター部が再設計されてスカラブとなる1940年代の終わりまでメカニカル・ホースは、非常に角張った木製キャブと鋼製シャーシという構造にほぼ変化は無かった。スカラブは成功したオリジナルの自動連結装置と同じものを備えていたが、3トンと6トンの双方のモデルにスキャメル製2,090ccのサイドバルブ エンジンを使用し、更にはパーキンス社（Perkins）製のディーゼルエンジンを搭載したモデルも導入された。スカラブのキャブ部は鋼製のより丸みを帯びた形状で、エンジンはメカニカル・ホースよりも低い位置に搭載していたため安定度はより高かった。この車両のスタイリングは元来は鉄道事業者向けに設計されたものでありその主要な顧客は鉄道事業者であり続けたが、その機動性は都市環境の中で事業を営む企業にも好評であり多くの企業が使用者となった。

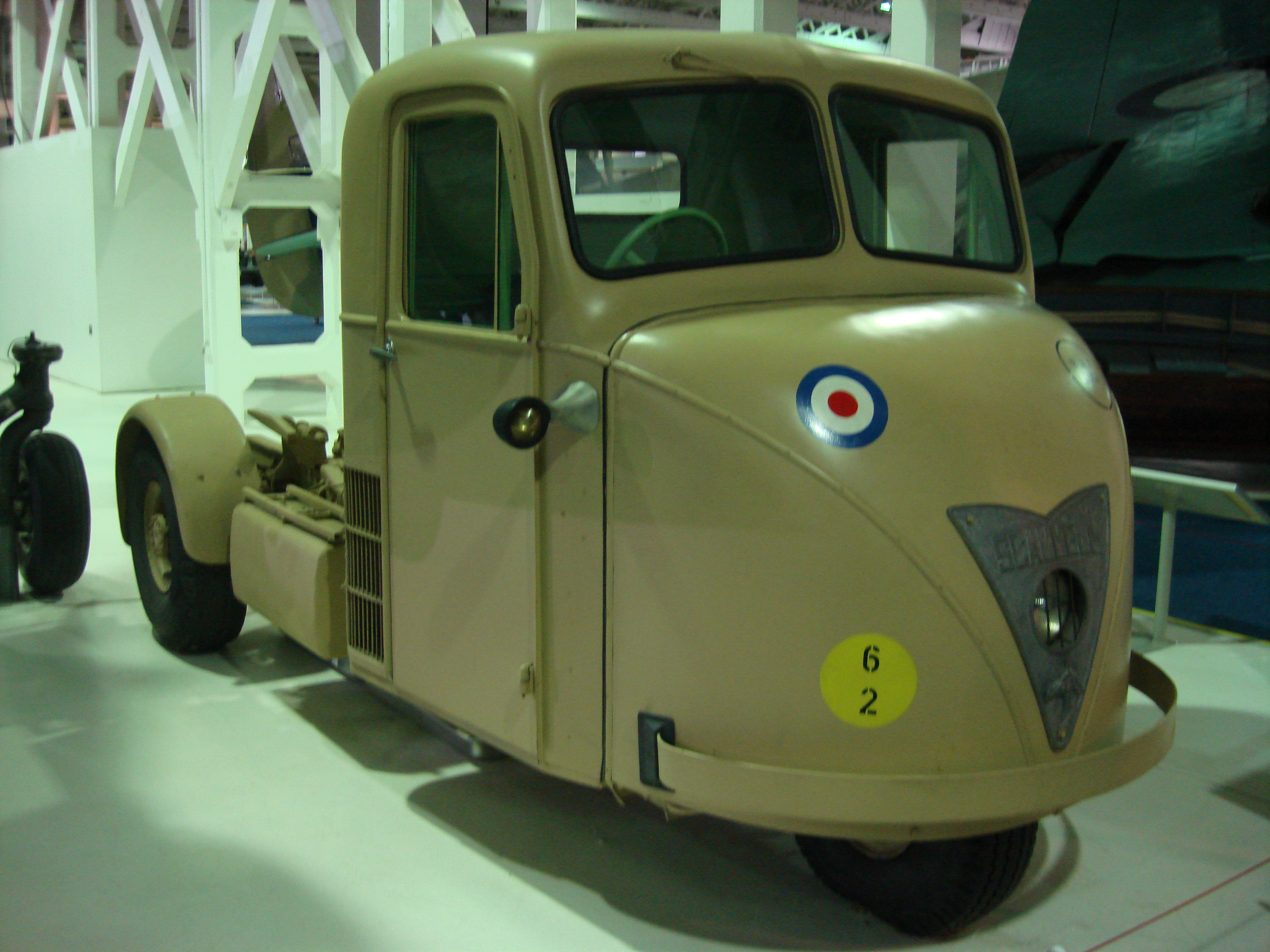
イギリス空軍博物館に展示されているスキャメル・スカラブ Mk6

スカラブの生産は1967年に終了し、グラスファイバー製キャブのスキャメル・タウンズマン（Scammell Townsman）に代替された。タウンズマンは倍力装置付油圧ブレーキといった大型車からの多くの産物を使用していた。以前と同様の自動連結装置付であったが、以前のハンドレバーに替わり真空作動式の分離機構を有していた。数多くの改良を加えられていたタウンズマンであったが、その主な販売先はイギリス国鉄とロイヤルメールのみで、1968年には生産が終了した。フランスのシェンナール・ウォルカー社（Chenard-Walker）でも傘下の"FAR"でライセンス生産が行われ、これにはシトロエン・トラクシオン・アバンのエンジンが使用された。このモデルの生産は1937年に始まり、フランス国内では「ポニー・メカニック」（Pony Mécanique）の名称で知られた。1970年までに様々なモデルが生産された。
4輪版のスカラブも造られたがエンジン冷却に問題を抱えていたために僅か200台程しか生産されず、その大多数は南アフリカ共和国へ輸出された。

## 保存

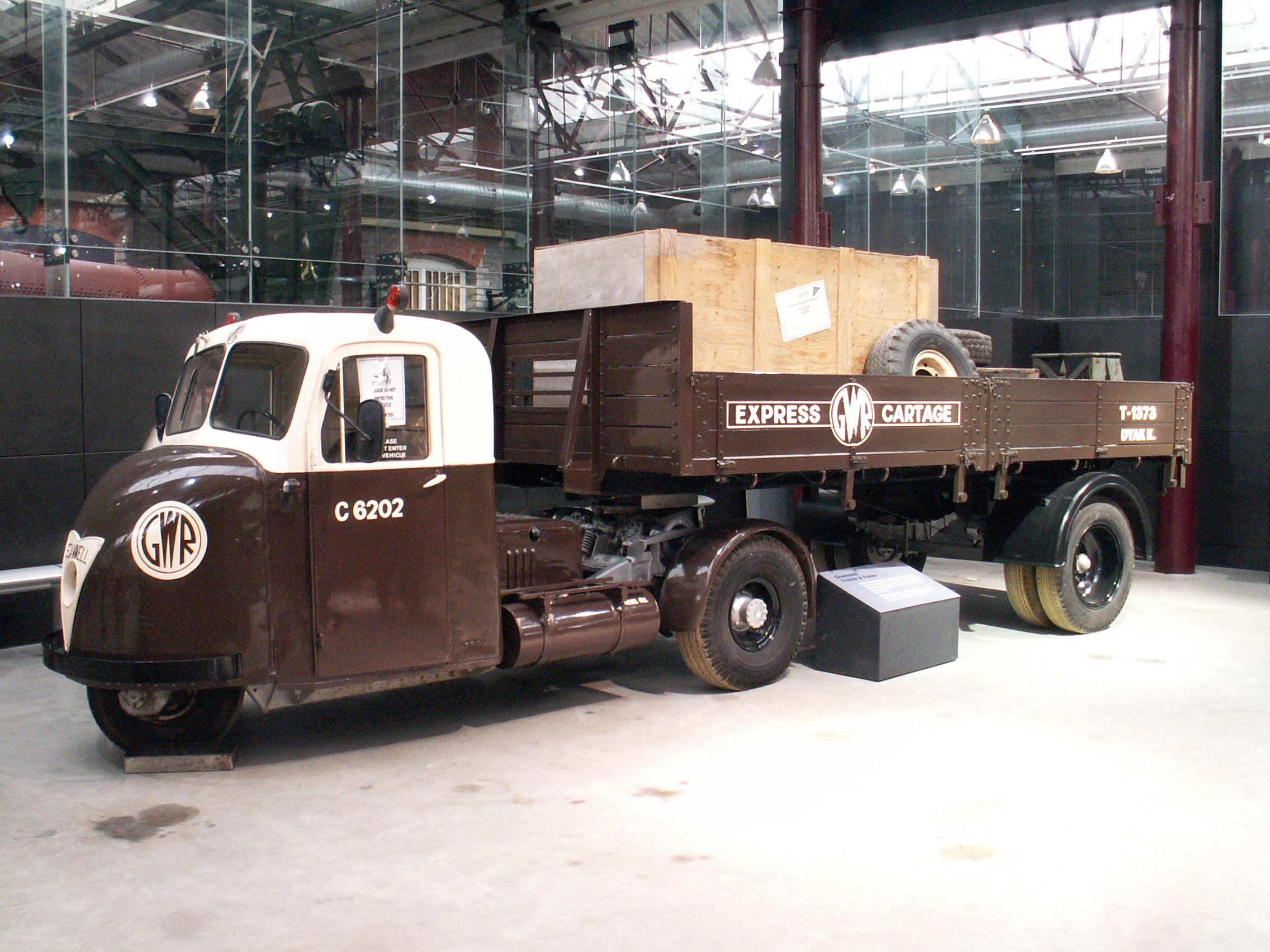
スキャメル・スカラブとトレーラー

スキャメル・ローリー社はあらゆる型のメカニカル・ホースを約3万台生産し、その内オリジナルのメカニカル・ホースが30台、スカラブが60台、タウンズマンが30台が3台のキャリア・コブと2台のジェン・タグ（Jen Tugs）と共に現存していることが知られている。これらの固体は幾つかの博物館と保存鉄道で見ることができる。メカニカル・ホース クラブは毎年グレート・ドーセット・スチーム・フェアの商用車区画に展示コーナーを設け、車両を展示している。
スカラブを修復せよという作業指示はテレビ番組『サルベージ・スクワッド』（Salvage Squad）第3シリーズ内で題材として採り上げられた。最後の撮影は2003年11月22日にウェスト・ヨークシャーにあるケイリー・アンド・ワース・ヴァレー鉄道（Keighley and Worth Valley Railway）のイングロウ駅（Ingrow Station）内の「ヴィンテージ・キャリッジ・トラスト」（The Vintage Carriage Trust）で行われ、そこでオーナーのクリス・ウェイン（Chris Waye）にイギリス国鉄の標準であるカーマインとクリーム色の塗装が施された新車同様となったスカラブが引き渡された。